# Juninho (Fußballspieler, 1982)
Anselmo Vendrechovski Júnior (* 16. September 1982 in Wenceslau Braz, Paraná), besser bekannt unter seinem Spitznamen Juninho, ist ein brasilianischer Fußballspieler auf der Position eines Verteidigers.

## Laufbahn
Seinen ersten Profivertrag erhielt Juninho beim Coritiba FC, in dessen zweiter Mannschaft er seine Laufbahn startete. Anfang 2002 gelang ihm der Sprung in die erste Mannschaft, mit der er in den Jahren 2003 und 2004 die Staatsmeisterschaft von Paraná gewann.
Anfang 2005 wechselte er zum Botafogo FR, mit dem er 2007 die Taça Rio gewann. 2008 wurde er vom FC São Paulo verpflichtet, mit dem er im selben Jahr die brasilianische Fußballmeisterschaft gewann. 2009 kehrte er zu Botafogo zurück und gewann mit den Alvinegros die Taça Guanabara. 2010 wurde er an den südkoreanischen Verein Suwon Samsung Bluewings ausgeliehen und noch im selben Jahr an den mexikanischen Verein UANL Tigres verkauft. Mit diesem gewann er bisher dreimal die mexikanische Fußballmeisterschaft und einmal den mexikanischen Pokalwettbewerb. Ein weiterer großer Erfolg mit den Tigres war das Erreichen der Finalspiele um die Copa Libertadores 2015, die gegen den argentinischen Rekordmeister CA River Plate verloren wurden.

## Erfolge

### Nationale Ebene
- Brasilianischer Meister: 2008
- Mexikanischer Meister: Apertura 2011, Apertura 2015, Apertura 2016
- Mexikanischer Pokalsieger: Clausura 2014

### Regionale Ebene
- Staatsmeister von Paraná: 2003, 2004
- Taça Rio: 2007
- Taça Guanabara: 2009